# 創美企画
株式会社創美企画（英文社名；SOHBI CORPORATION）は、東京都千代田区に本社を置いていた、かつて存在した日本の広告企画制作及び広告代理業務会社である。

## 沿革
- 1965年1月 - 東京都千代田区富士見町1-16で総勢5名資本金150万円営業開始
- 1965年12月 - 東京都新宿区戸塚町2-112いさみやビルへ移転
- 1968年12月 - 東京都千代田区麹町3-2錦屋ビルへ移転
- 1971年10月 - 資本金1,000万円へ増資
- 1974年2月 - 社団法人日本広告制作協会（OAC）設立に参加
- 1974年9月 - 東京都渋谷区渋谷2-10-10仁丹ビルへ移転
- 1976年5月 - 東京都千代田区麹町4-8に麹町支社ビル完成
- 1978年10月 - 資本金5,200万円へ増資
- 1983年4月 - ビデオソフトの制作及び販売を目的に株式会社ビデオボックスを100％出資で設立
  - 本社を東京都千代田区麹町3-5に置き全国に7支店設置
- 1984年11月 - 東京都千代田区麹町2-10に本社ビルを建設
- 1985年11月 - 資本金9,000万円へ増資
- 1987年5月 - 株式会社ビデオボックスを株式会社創美映像と社名変更
- 1988年8月 - 株式会社創美映像を統合し事業部制導入。決算期を7月から3月へ変更
- 1990年3月 - 資本金1億9,000万円へ増資
- 1993年1月 - ソフト事業をバンダイナムコグループへ譲渡（創美エンタテインメント→ビームエンタテインメント→ハピネットピクチャーズ→ハピネット）
- 1994年1月 - 東京都千代田区麹町4-8へ移転
- 1995年9月 - パイオニア株式会社と広告販売促進業務委託契約を結ぶと同時に情報開発本部、企画制作本部の二本部制とする
- 2011年4月 - 株式会社ADKインターナショナルと株式会社創美企画が合併（株式会社創美企画は株式会社ADKインターナショナル銀座オフィスとして営業）
- 2013年1月 - 株式会社ADKインターナショナルは東京都中央区築地一丁目13番1号ADK松竹スクエアビル14階へ移転し業務を統合

## 概要
- 1983年より開始したソフト事業（株式会社ビデオボックス→株式会社創美映像）はレーザーディスク販売元として他社作品も多数請け負っており、レーザーディスク全盛期においては日本最大級のレーザーディスク販売・流通メーカーであった。
- 1990年から1年間avex traxの販売受託をしていた[1]。

## 関連企業
- アサツー ディ・ケイ
- パイオニア